# Nagroda EMS
Nagroda EMS (ang. EMS Prize) – nagroda przyznawana co cztery lata przez Europejskie Towarzystwo Matematyczne za wybitny wkład w matematykę.
Nagroda została ustanowiona w 1992 roku i jest wręczana na odbywającym się co cztery lata Europejskim Kongresie Matematyki (European Congress of Mathematics – ECM). Na każdym kongresie przyznaje się do dziesięciu nagród naukowcom mającym nie więcej niż 35 lat w momencie, rozpoczynających się rok wcześniej, nominacji. Muszą pochodzić oni z Europy lub w niej pracować.
Nagroda jest bardzo ceniona w środowisku, a jej laureaci często otrzymują później Medal Fieldsa.

## Laureaci
Chronologiczna lista laureatów.
1992
- Richard Borcherds
- Jens Franke(inne języki)
- Alexander Goncharov(inne języki)
- Maksim Koncewicz
- Francois Labourie(inne języki)
- Tomasz Łuczak
- Stefan Müller (matematyk)(inne języki)
- Vladimír Šverák(inne języki)
- Gábor Tardos(inne języki)
- Claire Voisin

1996
- Alexis Bonnet(inne języki)
- Timothy Gowers
- Annette Huber(inne języki)
- Aise Johan de Jong(inne języki)
- Dmitri Kramkov(inne języki)
- Jiří Matoušek(inne języki)
- Loïc Merel(inne języki)
- Grigorij Perelman
- Ricardo Pérez-Marco(inne języki)
- Leonid Polterovich(inne języki)

2000
- Semyon Alesker(inne języki)
- Raphaël Cerf(inne języki)
- Dennis Gaitsgory(inne języki)
- Emmanuel Grenier(inne języki)
- Dominic Joyce(inne języki)
- Vincent Lafforgue(inne języki)
- Michael McQuillan(inne języki)
- Stefan Nemirovski(inne języki)
- Paul Seidel(inne języki)
- Wendelin Werner

2004
- Franck Barthe(inne języki)
- Stefano Bianchini
- Paul Biran(inne języki)
- Elon Lindenstrauss
- Andriej Okuńkow
- Sylvia Serfaty(inne języki)
- Stanisław Smirnow
- Xavier Tolsa(inne języki)
- Warwick Tucker
- Otmar Venjakob(inne języki)

2008
- Artur Avila
- Alexei Borodin(inne języki)
- Ben Green (matematyk)(inne języki)
- Olga Holtz(inne języki)
- Bo’az Klartag(inne języki)
- Alexander Kuznetsov (matematyk)(inne języki)
- Assaf Naor(inne języki)
- Laure Saint-Raymond(inne języki)
- Agata Smoktunowicz
- Cédric Villani

2012
- Simon Brendle(inne języki)
- Emmanuel Breuillard(inne języki)
- Alessio Figalli
- Adrian Ioana(inne języki)
- Mathieu Lewin(inne języki)
- Ciprian Manolescu(inne języki)
- Grégory Miermont(inne języki)
- Sophie Morel(inne języki)
- Tom Sanders (matematyk)(inne języki)
- Corinna Ulcigrai(inne języki)

2016
- Mark Braverman(inne języki)
- Vincent Calvez(inne języki)
- Hugo Duminil-Copin
- James Maynard
- Guido De Philippis
- Peter Scholze
- Péter Varjú(inne języki)
- Geordie Williamson(inne języki)
- Thomas Willwacher(inne języki)
- Sara Zahedi(inne języki)

2020
- Karim Adiprasito
- Ana Caraiani(inne języki)
- Alexander Efimov (matematyk)(inne języki)
- Simion Filip(inne języki)
- Aleksandr Łogunow
- Kaisa Matomäki(inne języki)
- Phan Thành Nam(inne języki)
- Joaquim Serra (matematyk)(inne języki)
- Jack Thorne (matematyk)
- Maryna Wiazowska

2024
- Maria Colombo(inne języki)
- Cristiana De Filippis(inne języki)
- Jessica Fintzen(inne języki)
- Nina Holden(inne języki)
- Tom Hutchcroft(inne języki)
- Jacek Jendrej
- Adam Kanigowski
- Frederick Manners
- Richard Montgomery (matematyk)
- Danylo Radchenko(inne języki)

## Miscellanea
- Z 80 (dane na 2022) laureatów 15 (Richard Borcherds, Maxim Kontsevitch, William Timothy Gowers, Grigory Perelman, Wendelin Werner, Elon Lindenstrauss, Andrei Okounkov, Stanislav Smirnov, Artur Avila, Cédric Villani, Alessio Figalli, Hugo Duminil-Copin, James Maynard, Peter Scholze i Maryna Viazovska) zostało w latach 1994–2022 nagrodzonych Medalem Fieldsa. Ponieważ w tym okresie przyznano 30 medali, więc oznacza to, że dokładnie połowa z nich trafiła do uczonych, którzy posiadali wcześniej w dorobku Nagrodę EMS[5].
- Nagrody EMS otrzymało dotąd czworo Polaków: Tomasz Łuczak (w 1992), Agata Smoktunowicz (w 2008), Jacek Jendrej i Adam Kanigowski (w 2024).
- Zaplanowany na rok 2020 w Słowenii Europejski Kongres Matematyczny został przesunięty na 2021 z powodu pandemii COVID-19, więc laureatów nagród ogłoszono wyjątkowo już rok przed jego rozpoczęciem[6][7].